# Oleksandr Merejko
 (novembre 2023).
Oleksandr Merejko, né le 14 février 1971 à Bobrynets (RSS d'Ukraine), est un juriste et homme politique ukrainien. 

## Biographie
Oleksandr Merejko est né le 14 février 1971 à Bobrynets, dans la oblast de Kirovohrad. En 1994, il est diplômé en droit international à l'Institut des relations internationales de l'université nationale Taras-Chevtchenko de Kiev. Il étudie ensuite entre 1992 et 1993 à l'université de Denver aux États-Unis. Il termine ses études en 1996 à l'Institut des relations internationales de l'université nationale Académie Mohyla de Kiev. Sa thèse de doctorat a pour titre : Le concept d'intervention humanitaire et le mécanisme de protection des droits de l'homme au sein des Nations unies (décision du Conseil académique spécialisé de l'Institut Koretsky de l'État et du droit de l'Académie nationale des sciences d'Ukraine du 15 novembre 1996, protocole no 13).
En décembre 2002, il a soutenu sa thèse de doctorat en droit international sur La théorie et les principes du droit commercial transnational (Lex Mercatoria) à l'Institut des relations internationales de université nationale Taras-Chevtchenko de Kiev (décision du Présidium de la Commission supérieure d'attestation de l'Ukraine du 21 mai 2003, protocole n° 36-11/5) ; il a effectué de nombreux stages de recherche à l'étranger. En 2001 — à l'Institut Harriman de l'université Columbia (États-Unis) ; en 2004–2005 — à l'Institut Kennan du Centre Woodrow Wilson (États-Unis), en 2010–2011 — dans un institut de recherche à Washington, DC (États-Unis).

### Travaux pédagogiques
- 1997 — Chargé du cours "Intervention humanitaire et droit international" à l'université de Denver (États-Unis).
- 1997–1998 — Professeur associé, chef adjoint du département de politique étrangère à l'Académie diplomatique d'Ukraine sous l'égide du ministère des affaires étrangères de l'Ukraine.
- 1998–2000 — Professeur adjoint, professeur associé à l'Institut des relations internationales de l'université nationale Taras Shevchenko de Kiev.
- 2000–2001 — Chargé de cours à la Dickinson School of Law de l'université de Pennsylvanie (États-Unis).
- 2001–2005 — Professeur associé, professeur à l'Institut des relations internationales de l'université nationale de Kiev.
- 2005–2011 — Professeur, chef du département de droit international à l'université KROK d'économie et de droit (Kiev).
- 2005–2011 — Professeur, chef du département de droit international à l'université catholique Jean-Paul II de Lublin (Stalowa Wola), membre du conseil académique de l'institut de droit de la même université (Pologne).
- 2011–2017 — Professeur à l'université nationale des transports.
- 2011–2018 — Professeur à l'Académie Andrzej Frycz Modrzewski de Cracovie (Pologne).
- 2012 (mars–mai) — Professeur invité à l'université technique kazakhe-britannique et à l'université des affaires internationales.
- 2017–2018 — Professeur à l'université du Service fiscal de l'État d'Ukraine.
- 2017–2018 — Professeur à la Jindal Global University (Inde).

En 2002, il est promu professeur associé de droit international, privé et douanier[9]. En 2009, il a été promu professeur. Il est l'auteur d'une quinzaine de monographies et de manuels de droit international, d'environ 150 articles scientifiques (dont des monographies et des manuels : "La protection des droits de l'homme par la force" (1998), "Le droit des traités internationaux" (2002), "Histoire des doctrines juridiques internationales", "La science du droit international privé : histoire et modernité" (2004, 2006) ; "La science des politiques de droit international : origines et perspectives" (2009), "Problèmes de la théorie du droit international public et privé" (2010). Il a reçu de nombreuses distinctions et récompenses académiques.
En 2000, il a reçu le prix universitaire Shevchenko pour sa monographie "Forceful Protection of Human Rights : Issues of Legitimacy in Modern International Law" (1998, réédité en 1999). En 2003, il a reçu un prix spécial de l'Union ukrainienne des avocats dans la catégorie des monographies juridiques individuelles pour sa monographie "Introduction à la philosophie du droit international. Gnoséologie du droit international".
Il parle couramment l'anglais, le polonais, le français et le russe.
Il a été vice-président de la Programme Fulbright.

### Activité politique
Il est candidat au parlement pour le parti Serviteur du peuple lors des élections législatives de 2019, n° 85 sur la liste,.
Il est membre de la commission de la Verkhovna Rada sur la politique juridique, et depuis le 17 janvier 2020, il est le président de la commission de la Verkhovna Rada sur la politique étrangère, remplaçant Bohdan Yaremenko à ce poste.

### Député (depuis 2019)
(novembre 2023).
Il est président de la commission de la politique étrangère et de la coopération interparlementaire de la Rada, ainsi que vice-président de l'Assemblée parlementaire du Conseil de l'Europe (de janvier 2020 à janvier 2022). Il fait partie de la délégation permanente auprès de l'Assemblée parlementaire du Conseil de l'Europe.
Chef adjoint de la délégation ukrainienne au Groupe de contact trilatéral. Coprésident de l'Alliance interparlementaire sur la Chine. Membre de l'équipe du président ukrainien Volodymyr Zelensky.
Membre de la Société ukrainienne de droit international et de l'Association américaine de droit international. Président de la partie ukrainienne de l'Assemblée de la Rada d'Ukraine et du Seimas de la république de Lituanie. Coprésident adjoint de l'Assemblée interparlementaire du Parlement de Géorgie, du Parlement de Moldavie et de la Verkhovna Rada d'Ukraine. Coprésident adjoint de l'assemblée interparlementaire de la Verkhovna Rada d'Ukraine, du Seimas de la république de Lituanie et du Sénat de Pologne. Coprésident adjoint du Conseil interparlementaire OTAN-Ukraine. Vice-président du comité exécutif du groupe parlementaire national de l'Union interparlementaire.

## Activité scientifique
Il est spécialisé dans la philosophie et la théorie du droit international, du droit civil et du droit international privé. Le concept philosophique et juridique du professeur Merezhko est que le droit est un processus dynamique complexe d'interaction de cinq composantes ("cinq mondes du droit") :

le droit en tant que texte juridique (aspect sémiotique du droit)

le droit en tant qu'émotion juridique (aspect psychologique du droit)

le droit en tant que relation sociale (aspect sociologique du droit)

le droit en tant que comportement externe (aspect comportemental du droit)

le droit en tant que désir d'atteindre certains idéaux et valeurs transcendants (métaphysique du droit)
L'interaction de ces cinq dimensions, dans lesquelles le droit existe et se développe, forme le phénomène du droit dans son ensemble.
Il développe le concept de "droit intercivilisationnel", qu'il propose de comprendre comme un ensemble de principes et de normes (juridiques, politiques et morales) visant à réglementer les relations entre différentes civilisations. Il a également formulé le concept de "mème de droit", qui est compris comme une unité de transmission d'informations juridiquement significatives.

### Étude de la politique russe
Il étudie le système politique et juridique et l'histoire de la fédération de Russie du point de vue de la sociologie du droit. S'appuyant sur les publications de Nikolaï Timashev, il écrit que sous la façade de la "démocratie dirigée" se cache un régime de pouvoir despotique sous une forme adoucie, caractéristique de l'histoire de l'État russe.
Dans l'article "La Russie en tant que société fasciste", il affirme que la Russie actuelle répond aux critères scientifiques et sociologiques d'une société fasciste .

### L'histoire du droit international
Dans son livre "Russian Science of International Law during the First World War" (Kyiv, 2014), il analyse le droit international pendant la guerre et critique la doctrine russe moderne du droit international qui, après l'annexion temporaire de la Crimée par la fédération de Russie, s'est transformée en propagande pour le régime de Poutine.

### Points de vue sur l'agression de la Russie contre d'autres pays
Il est l'auteur de nombreux articles sur l'agression de la Russie contre l'Ukraine, qu'il étudie du point de vue du droit international. Il soutient le droit du peuple tatar de Crimée à l'autodétermination en tant qu'autochtone au sein de l'Ukraine. Il analyse de manière critique les arguments des juristes internationaux russes et démontre la nature criminelle de l'annexion de la Crimée par la Russie. En 2008, dans l'un de ses articles journalistiques, il interprète la guerre russo-géorgienne comme une agression géorgienne du régime de Saakashvili contre l'Ossétie du Sud, qui répondait aux critères fondamentaux de l'existence d'un État, et le peuple ossète lui-même avait le droit de faire sécession, selon Merejko. Dans le même article, il estime que l'Ukraine devrait reconnaître la légitimité de la sécession du Kosovo, de l'Ossétie du Sud et de l'Abkhazie, à l'instar de la reconnaissance internationale du Kosovo par la plupart des pays de l'UE, ainsi que par les États-Unis, le Canada et l'Australie. En 2020, dans une conversation avec Radio Free Europe/Radio Liberty, Merejko a déclaré que la Russie, qui avait envahi la Géorgie en 2008 sous couvert de maintien de la paix, avait en fait mené une agression armée contre la Géorgie en occupant une partie de son territoire souverain.

### Étude de statut de la Russie dans les Nations Unies
Il a étayé la thèse selon laquelle la Russie, ayant pris la place de l'URSS au Conseil de sécurité des Nations unies, a clairement violé la Charte des Nations unies, car elle ne peut être considérée comme le même État et le même sujet de droit international que l'URSS ; par conséquent, la Russie ne peut être considérée comme un membre des Nations unies du point de vue du droit international.

## Participation dans les conférences scientifique international concernée la Crimée
- En juin 2014, il a présenté un rapport intitulé "Ideology of Liberalism and International Law" lors d'une conférence scientifique à l'université de Tartu (Estonie), dans lequel il a critiqué l'annexion de la Crimée par la Russie du point de vue du droit international.

- En septembre 2014, il prononce un discours intitulé "L'effondrement de l'URSS et les conséquences territoriales" à l'Institut Planck de Heidelberg (Allemagne), dans lequel il démontre l'illégalité de l'annexion de la Crimée par la Russie[19],[20],[21].

- En décembre 2014, il prononce un discours à l'université d'Helsinki (Finlande) lors du séminaire "La crise ukrainienne", dans lequel il présente des arguments juridiques internationaux contre l'invasion du Donbas par la Russie.

- En mars 2015, lors de la conférence " Le cas de la Crimée à la lumière du droit international " à Varsovie, il soulève la question des formes et des mécanismes de la responsabilité juridique internationale de la Russie pour son agression contre l'Ukraine[22],[23].

## Opinions politiques
Il est partisan de l'anthropocentrisme et des idéaux de l'humanisme.
Il défend les droits des femmes contre la violence. Il a créé et dirigé l'association inter-factionnelle "Pour la ratification de la Convention d'Istanbul" au sein de la Verkhovna Rada, qui a mené une campagne active en faveur de l’implémentation de la Convention.
À la fin des années 1990, il est influencé par la théorie critique de l'École de Francfort, en particulier par des philosophes sociaux tels qu'Erich Fromm; cependant, plus tard, sous l'influence de la philosophie de Leon Petrażycki, il se rapproche de la position de la démocratie libérale. Il est un partisan convaincu de la liberté totale d'expression et de pensée.
L'Ukraine s'est retrouvée dans une nouvelle version de l'Empire russe, l'URSS, où elle a été victime de ce que certains considèrent comme un génocide – l'Holodomor. Rafał Lemkin, l'auteur du terme "génocide", a qualifié l'Holodomor d'exemple de génocide soviétique: "Il ne s'agit pas seulement d'un meurtre de masse. C'est un génocide, la destruction d'une culture et d'un peuple. L'unité nationale soviétique n'est pas créée par l'unité des idées et des cultures, mais par la destruction complète de toutes les cultures et de toutes les idées à l'exception d'une seule – l'idée soviétique". L'agression militaire de la Russie contre l'Ukraine n'est rien d'autre que la poursuite de la politique impérialiste traditionnelle de la Russie visant à détruire l'État ukrainien indépendant et à asservir le peuple ukrainien.
Dans l’interview pour la «Radio Svoboda» monsieur Merezhko a marqué que les États-Unis sont le partenaire et ami de l’Ukraine.
En 2020 il s’est adressé au comité de pétition du Bundestag allemand et a donné les arguments en faveur de la reconnaissance Holodomor comme le génocide du peuple ukrainien. Il est aussi l’autour et l’initiateur de l’appel du Verkhovna Rada d’Ukraine au Bundestag concerné la reconnaissance du Holodomor comme le génocide de peuple ukrainien.
Oleksandr Merejko était l’initiateur de la reconnaissance des crimes de la Russie comme le génocide de peuple ukrainien en tant qu’adoption par la Verkhovna Rada d’Ukraine de l’appel aux parlements et a tous pays du monde en faveur de la reconnaissance des crimes de la Russie comme le génocide de peuple ukrainien. Avec partenaires étrangers, il travaille activement sur le sujet de la création d'un tribunal spécial pour les crimes de guerre afin de traduire la Russie en justice pour ses crimes en Ukraine.

## Prix et titres
Titre honorifique de juriste de l'Ukraine (23 août 2021) — pour sa contribution personnelle significative à l'édification de l'État, au renforcement des capacités de défense, au développement socio-économique, scientifique, technique, culturel et éducatif de l'État ukrainien, pour ses réalisations professionnelles significatives, pour ses nombreuses années de travail consciencieux et à l'occasion du 30e anniversaire de l'indépendance de l'Ukraine.

## Ouvrages
- Droit commercial transnational, 2002
- Introduction dans la philosophie du droit international, 2002
- Droit des traités international : les problèmes modernes de la théorie et de la pratique, 2002
- Droit des collisions des États-Unis, 2002
- Le contrat dans le droit privé, 2003
- Histoire des doctrines juridiques internationales, 2006
- Science du droit international privé : histoire et modernité, 2006
- Science de la politique du droit international, 2009
- Les problèmes de la théorie du droit public et privé international, 2010
- Idée du droit international (essai historique et sociologique), 2011
- Théorie psychologique du droit international (public et privé) 2012
- Sociologie du droit par M.S. Timashev, 2012